# Château de Lacroix-Laval
Le château de Lacroix-Laval est un château, du XVIe siècle, qui se dresse sur la commune de Marcy-l'Étoile dans la métropole de Lyon en région Auvergne-Rhône-Alpes. Il a remplacé un ancien château fort du XIIe siècle.

## Situation
Le château de Lacroix-Laval, avec son parc est situé dans la métropole de Lyon, entièrement sur le territoire de la commune de Marcy-l'Étoile, riverain avec les communes de Charbonnières-les-Bains et la Tour-de-Salvagny. Il domine le vallon de Charbonnières.

## Histoire
Au XIIe siècle, le site accueille un manoir fortifié nommé de La Val, en référence à la vallée qu'il domine.
Au XVIe siècle, un nouveau château est construit sur les fondations du précédent.
Au début du XVIIIe siècle, Jean Boussin, dit « de la Croix », seigneur de Laval et trésorier de France, acquiert le domaine qui par la suite prendra le nom de « Lacroix-Laval ».
En 1739, des remaniements importants sont confiés à l'architecte Soufflot. Ces travaux s'achèvent en 1776, soit au bout de près d'un demi-siècle.
À la Révolution, les bâtiments sont saccagés.
En 1919, à la mort du comte Joseph-Léon de Lacroix-Laval, son fils, Ferdinand-Antoine (1858-1942), saint-cyrien (1877-1879 : promotion de Novi-Bazar), capitaine commandant au 12e cuirassiers, officier de la Légion d'honneur (1916), fait réaliser des transformations importantes par l'architecte Duchemin ; les travaux seront achevés six ans plus tard. D'autres travaux d'agrandissement et de restauration, lancés par le dernier comte de Lacroix-Laval, sont interrompus en 1942.
Le Conseil général du Rhône acquiert le domaine et fait restaurer différents éléments entre 1989 et 1990 par les architectes lyonnais Pierre Vurpas et Claude Vigan. Une collection de poupées constituée par une Lyonnaise, Denise Sambat, est exposée dans le château dont une partie est transformée en musée de la Poupée ; le parc, quant à lui, est aménagé pour accueillir le public. L'inauguration du nouvel ensemble a lieu le 19 septembre 1990. En 2007, le musée de la Poupée ferme ses portes ; le château abrite désormais des salons de réception.
Au 1er janvier 2015, le Domaine devient propriété de la Métropole de Lyon, date de création de la collectivité.
Depuis septembre 2022, le château accueille un Centre de Formation des Apprentis aux métiers de la gastronomie,.

## Description

### Château

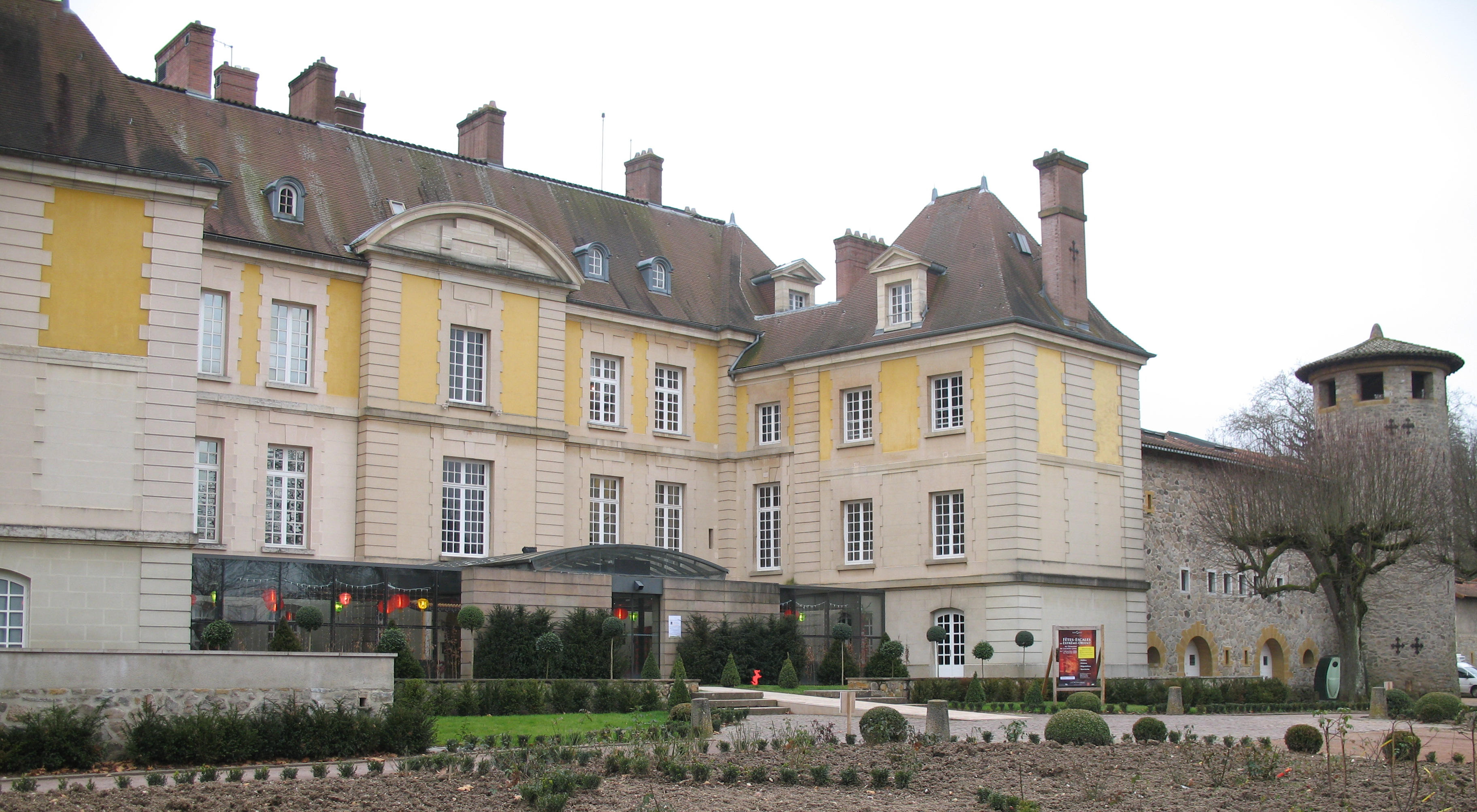
Façade nord.

Le château actuel, reconstruit au XVIe siècle est le résultat de nombreux remaniements, notamment aux XVIIIe et XXe siècles.
La construction principale est constituée d'un corps de logis rectangulaire et de deux pavillons, l'ensemble formant un « H ». Chacun des deux étages est, partiellement ou complètement, ceinturé à sa base par un bandeau de pierre ; l'étage de comble est éclairé par des lucarnes. Les angles des bâtiments sont soulignés par des chaînes en bossage en table. Les pavillons sont coiffés de toits en coupole. Au centre des façades sud et nord, des avant-corps d'une travée possèdent un balcon.

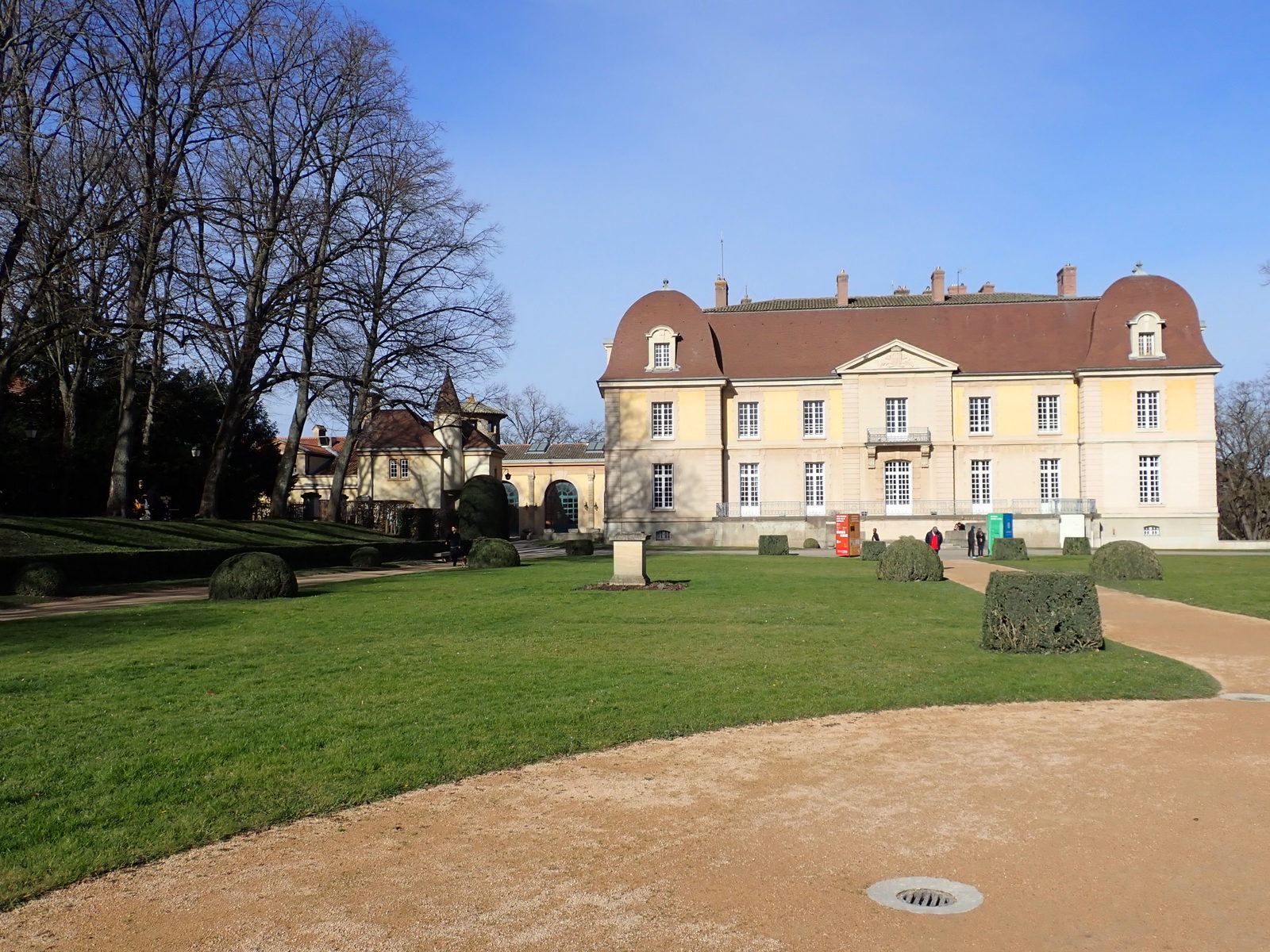
Jardin et façade Sud.

La façade sud comprend un étage surélevé et un second étage ; l'avant-corps, en légère saillie, est couronné d'un fronton triangulaire orné d'armoiries ; les pavillons sont en légère avancée ; l'ensemble est précédé d'une terrasse à laquelle on accède par un seul escalier, l'autre, symétrique du premier, ayant été remplacé par un ascenseur pour handicapés. Côté nord, l'ensemble comprend un rez-de-chaussée et deux étages ; l'avant-corps, en légère saillie, est couronné d'un fronton cintré ; les pavillons comportent trois travées.
Des constructions annexes ont été édifiées à l'ouest du château, et notamment une étable, une écurie, une haute tour ronde, une échauguette.

### Jardin, potager et roseraie historiques
Les paysagistes Duchêne et Linossier ont réalisé, entre 1922 et 1924, le jardin à la française, côté sud, et le jardin d'utilité composé de trois espaces : le « fleuriste », qui comprend une serre et des massifs de plein-air, et qui est dédié aux plantes ornementales destinées à fleurir les salons ; le « potager » pour les légumes ; le « buissonnier » consacré aux arbres fruitiers a été converti en parking ; et enfin deux étangs dans le parc à l'anglaise.

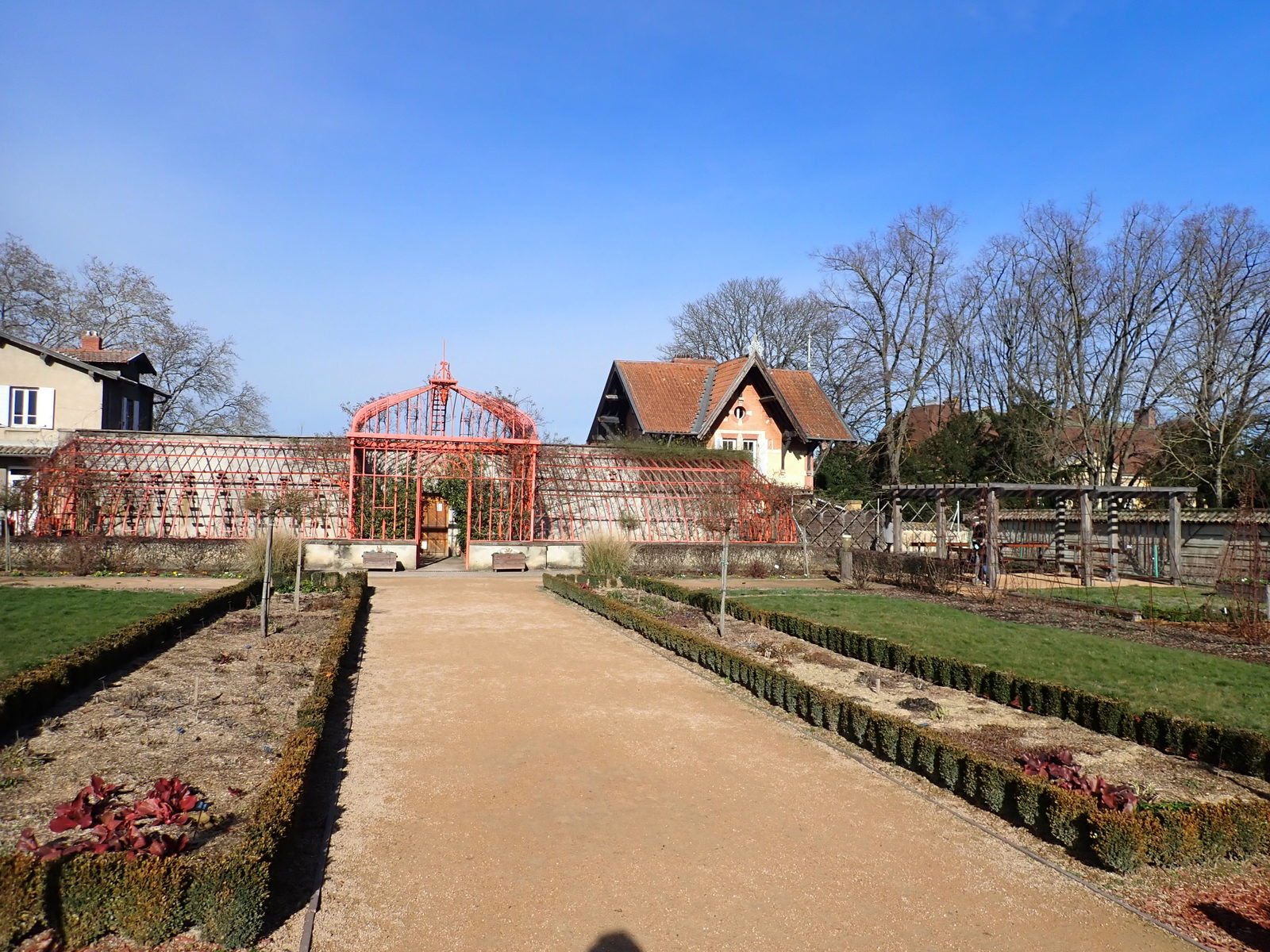
Potager et serre.

Sur une superficie de 6000 m², le potager conservatoire, clos de murs, et riche de près de 300 variétés de légumes, fleurs et fruits lyonnais anciens, a pour vocation de préserver de patrimoine culturel et génétique local.
La roseraie, ouverte au public, et inaugurée le 28 mai 2014, est composée de 120 à 130 espèces de roses lyonnaises. Ces rosiers sont issus de spécimens obtenus entre 1835 et 1924 par 30 obtenteurs locaux différents. La roseraie est ainsi la plus grande en nombre de variétés lyonnaise anciennes.
117 arbres fruitiers sont taillés en espaliers selon des formes locales par les jardiniers spécialistes. Les variétés fruitières représentent les 50 meilleures obtentions lyonnaises créées avant 1930. Elles sont sélectionnées pour leurs qualités gustatives, leur adaptation au climat et au sol de la région, leur conservation, leur vigueur et leurs spécificités.
Quatre carrés légumiers accueillent 180 variétés au fil des saisons, dont 156 variétés de légumes/céréales et pommes de terre anciennes locales authentifiées, créées entre 1800 et 1970.
La serre, construite en 1942, était vitrée et consacrée à la production de plantes fleuries exotiques.
Une visite virtuelle du potager est disponible sur Internet.

### Domaine
domaine détient le label éco-jardin depuis 2015 ainsi que le label "Jardin remarquable" pour son intérêt culturel, esthétique, historique et botanique.

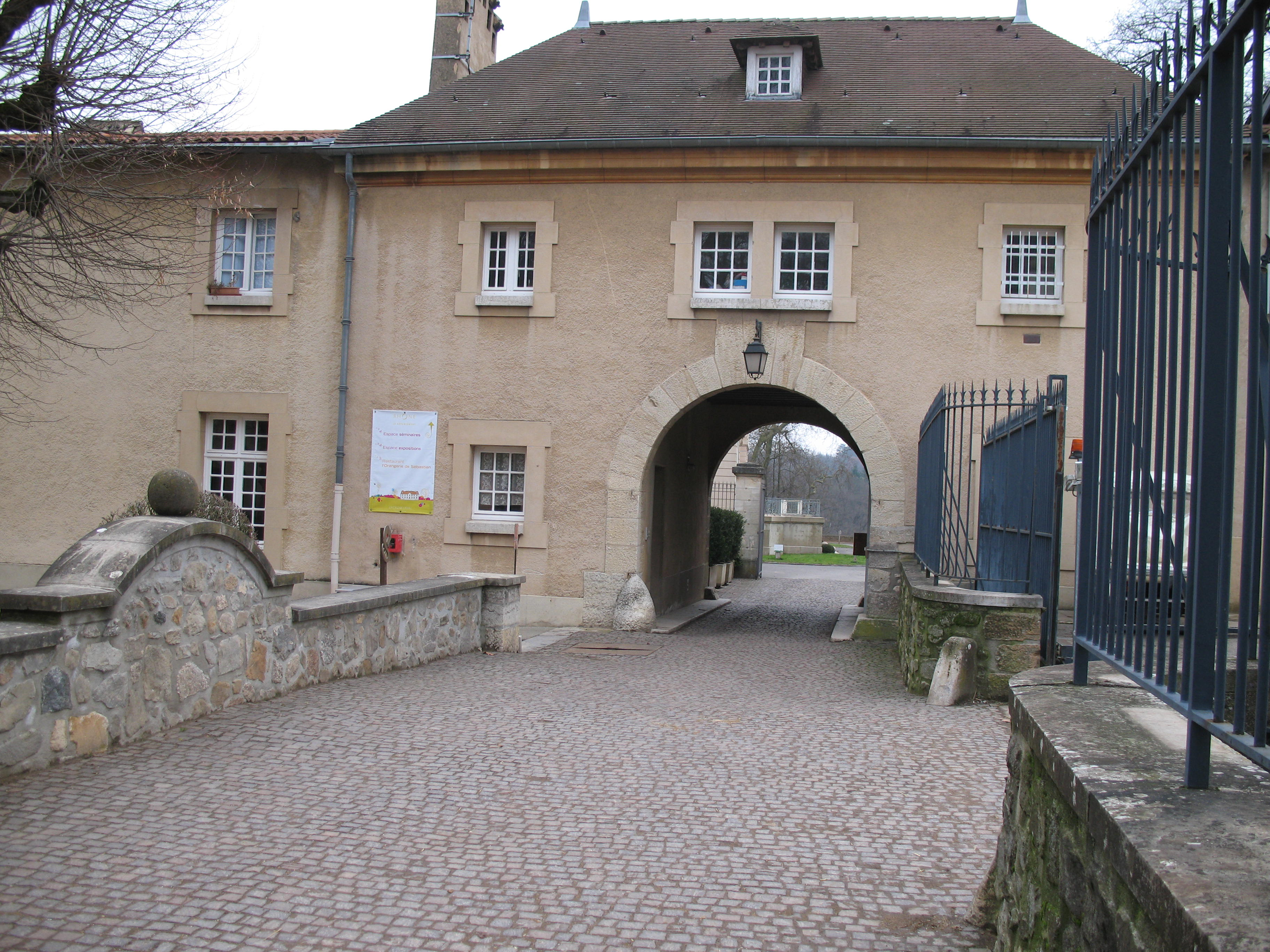
Entrée.
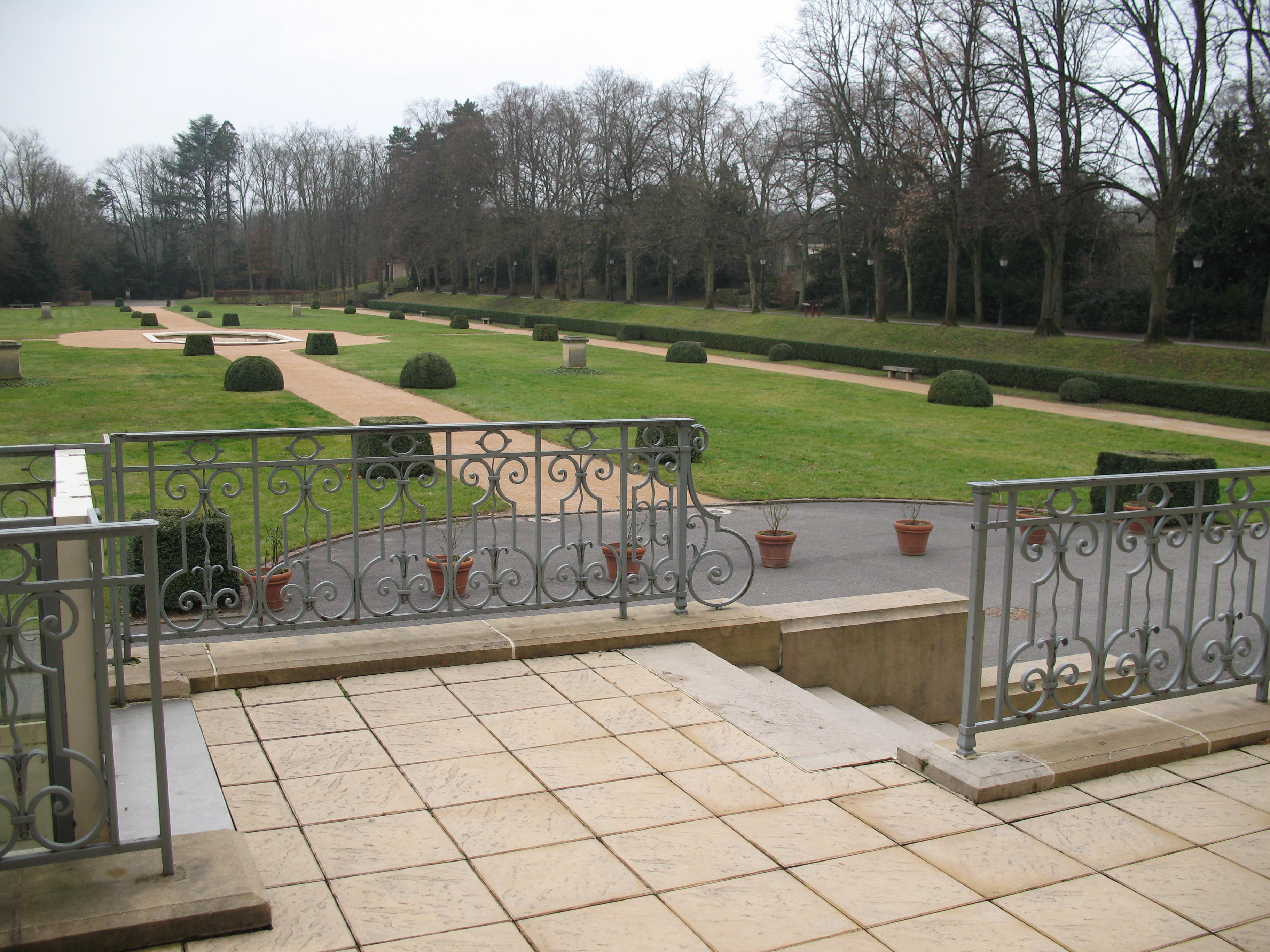
Jardin à la française vu depuis la terrasse.
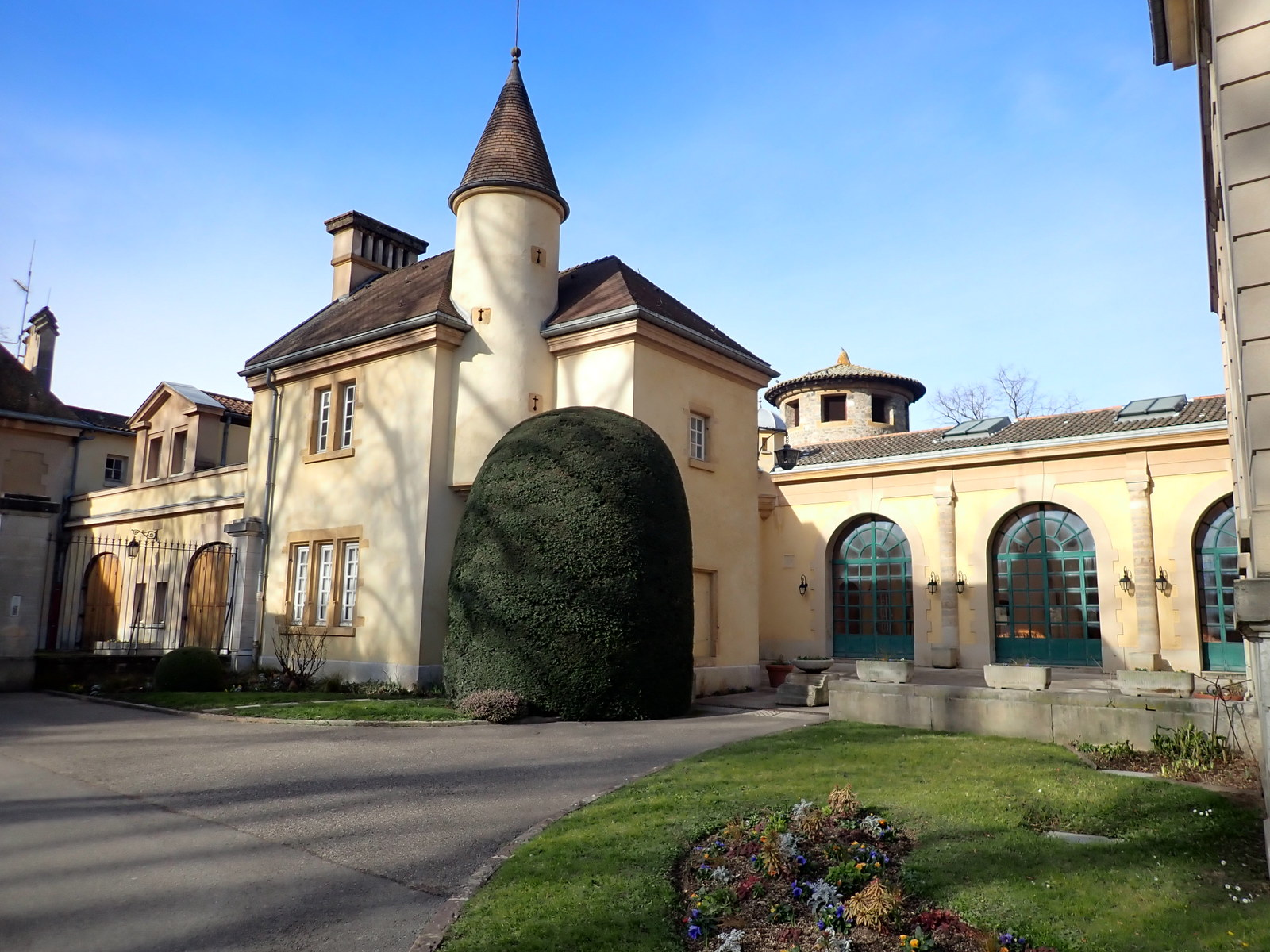
Annexes.
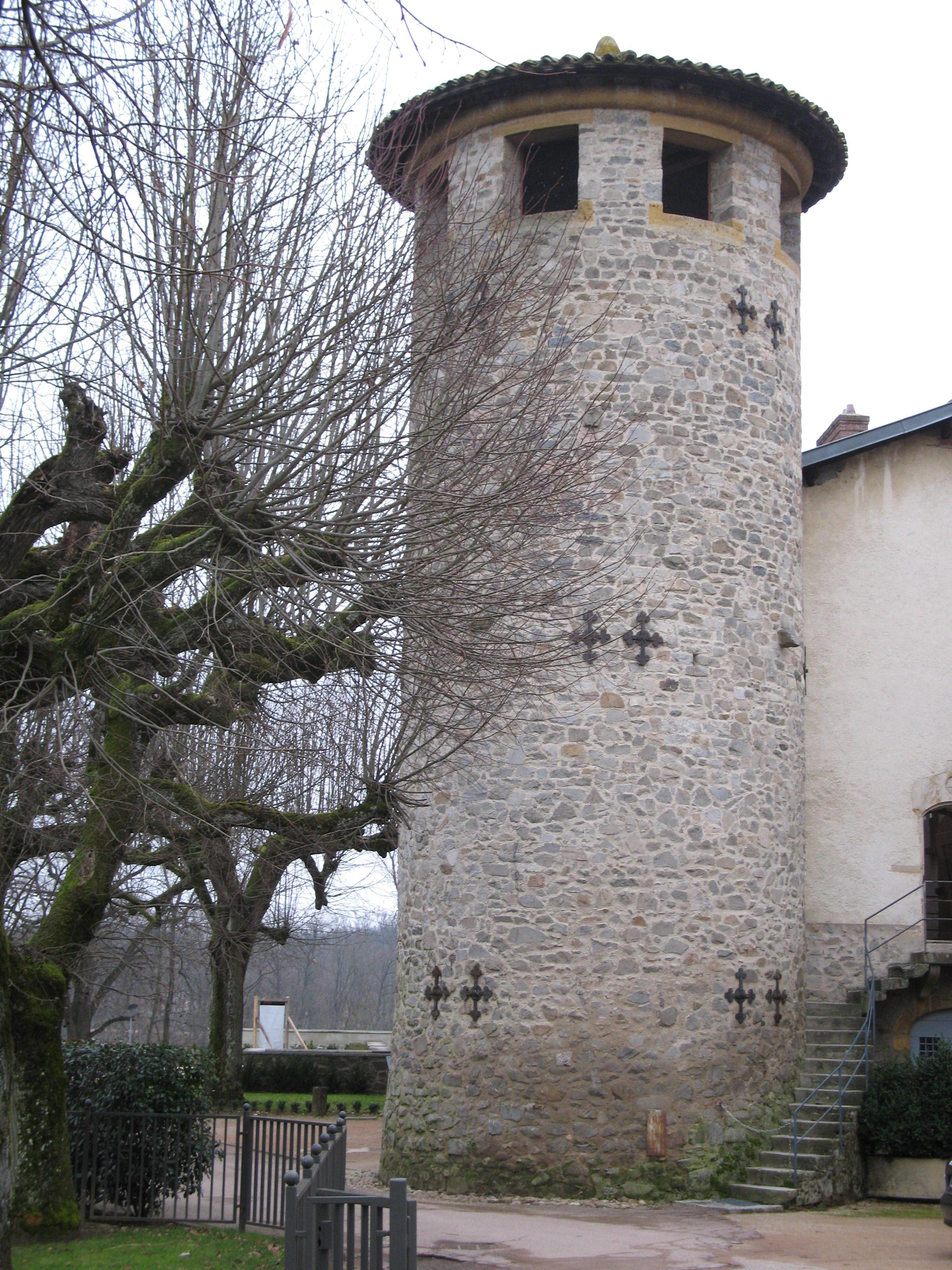
Tour.
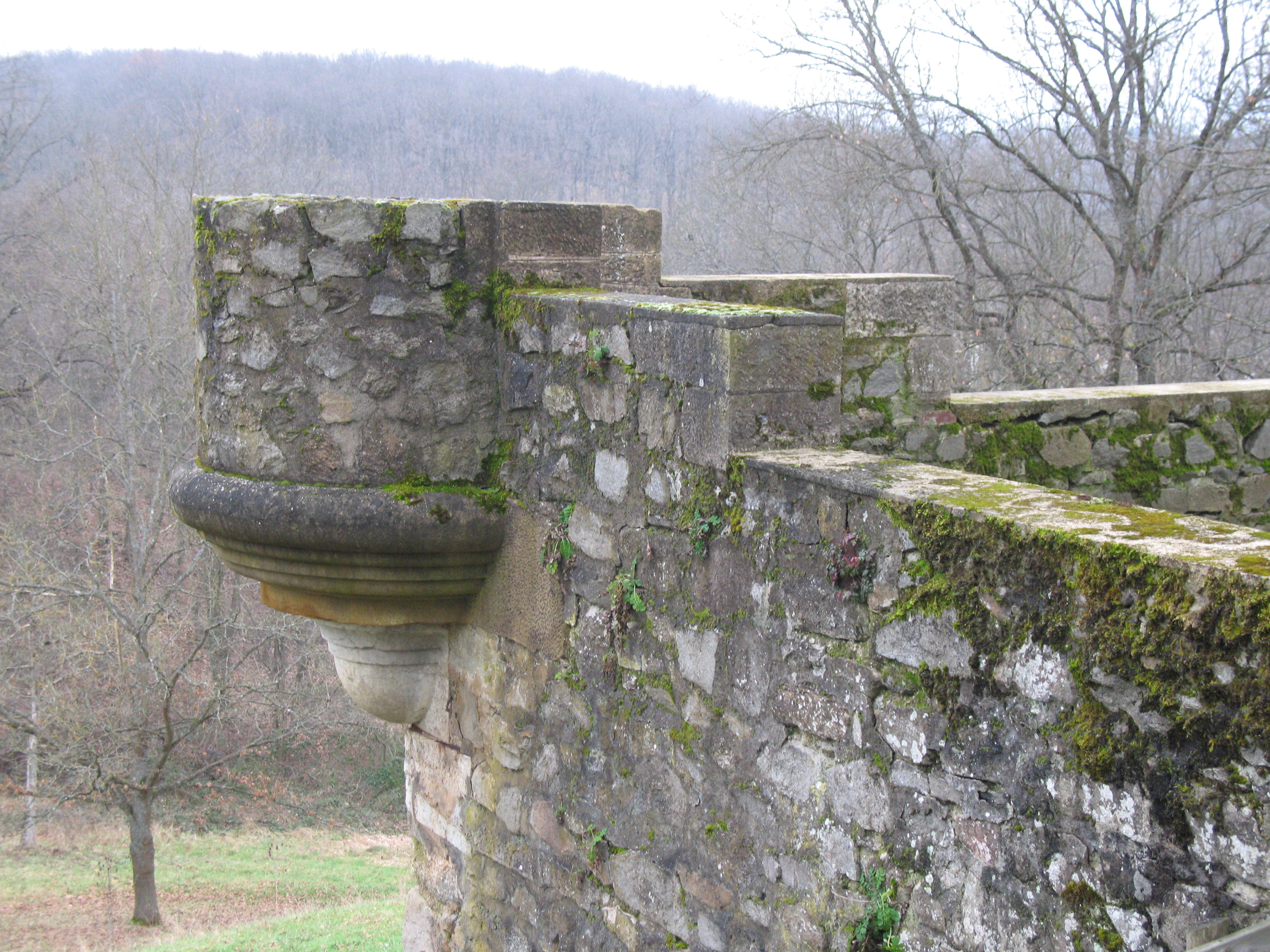
Échauguette.
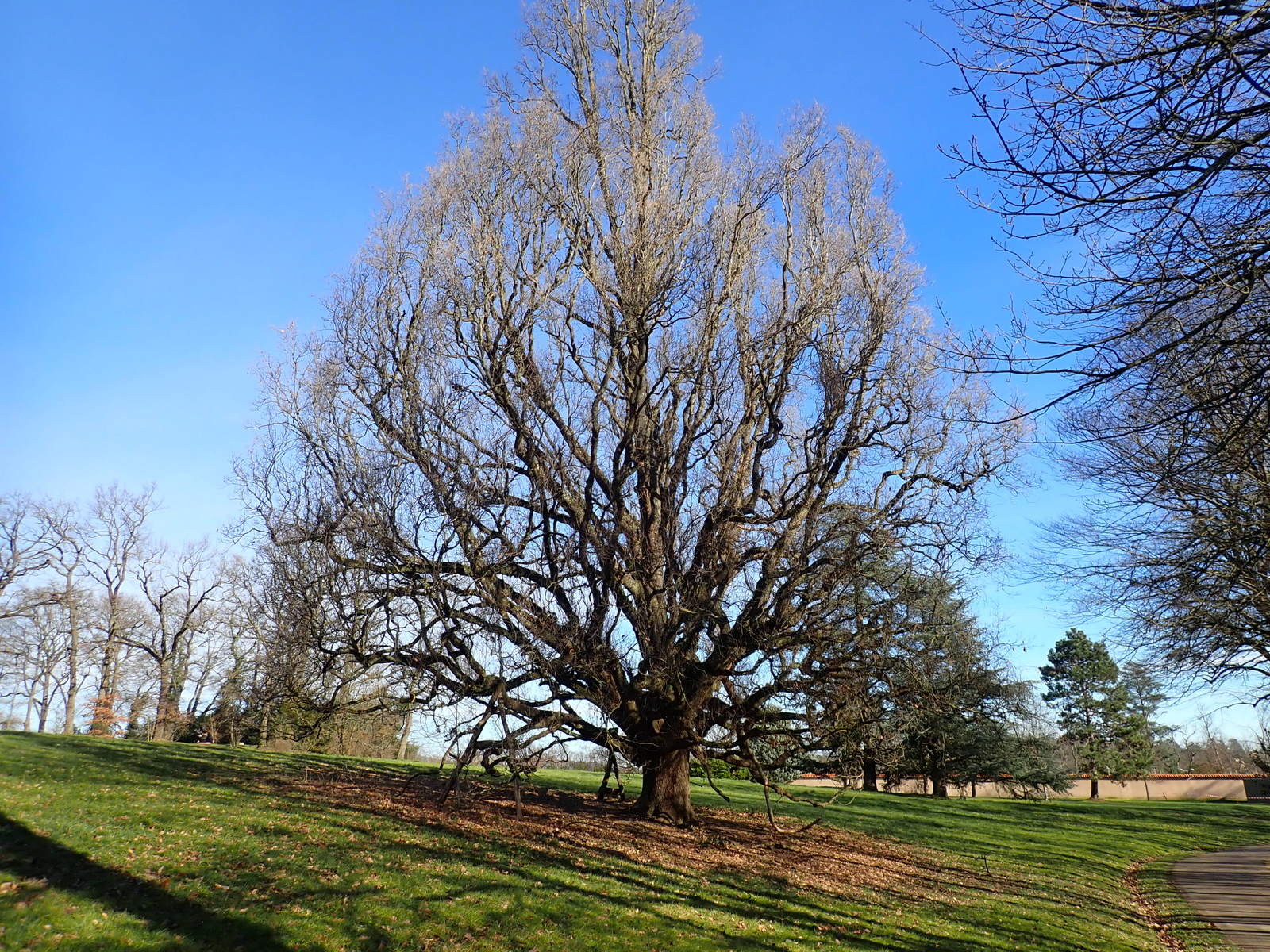
Domaine de Lacroix-Laval.